# Sermoni (Antonio di Padova)
I Sermoni (o Sermones) sono un'opera scritta in latino medievale dal religioso portoghese Antonio di Padova.

## Temi e contenuto
Il nucleo principale del testo, di carattere sia letterario che religioso, si propone di esporre la Sacra Scrittura, mettendo in risalto la preghiera intesa come rapporto di amore, di dialogo col Signore in un'atmosfera dove viene esaltato il silenzio,come silenzio dell'anima o silenzio interiore

## Fortuna dell'opera
Il trattato costituisce ancora oggi un importante documento non solo dottrinale ma della fede cristiana.